# The Gate of Saturn
The Gate of Saturn is een cupdisc (ep) van Tangerine Dream. Het plaatje kreeg haar doop tijdens The Lowry Concert in Manchester op 28 mei 2011, waarvan al snel een download werd vrijgegeven. Het concert kreeg dezelfde naam mee. The Gate of Saturn werd aangekondigd samen met het volgende “echte” album The Angel of the West Window en een tweetal heruitgaven van vroegere albums: Zeit en Poland. Het verscheen in een oplage van 1500 stuks. Vernal rapture was tot dan toe alleen als download beschikbaar voor fans.

## Musici
Er is niet vermeld wie er meespelen op dit album, de musici die het concert gingen geven waren:
- Edgar Froese – toetsinstrumenten, gitaar
- Thorsten Quaeschning – toetsinstrumenten, elektronisch slagwerk, e-bow, mellotron
- Bernard Beibl – akoestische gitaar
- Linda Spa – dwarsfluit
- Iris Camaa – percussie

## Muziek
| Nr. | Titel              | Duur |
| --- | ------------------ | ---- |
| 1.  | The gate of Saturn | 8:33 |
| 2.  | Logos 2011         | 6:36 |
| 3.  | Cool at heart 2011 | 6:24 |
| 4.  | The end of bondage | 5:32 |
| 5.  | Vernal rapture     | 7:22 |

CD1: Das romantische Opfer ·
CD2: Fallen Angels ·
CD3: Choice ·
CD4: Flame ·
CD5: A Cage in Search of a Bird ·
CD6: Zeitgeist EP ·
CD7: The Gate of Saturn ·
CD8: Mona da Vinci ·
CD9: Machu Picchu ·
CD10: Josephine the mouse singer ·
CD11: Mala Kunia ·
CD12: Quantum key